# 山东银莲花
山东银莲花（学名：Anemone chosenicola var. schantungensis）是毛茛科银莲花属[[]]的变种，是中国的特有植物。分布于中国大陆的山东等地，生长于海拔600米至1,100米的地区，见于山地草丛中，目前尚未由人工引种栽培。